# 三野町加茂野宮
三野町加茂野宮（みのちょうかものみや）は、徳島県三好市の町名。郵便番号は771-2302。

## 地理
三野町の南東部に位置し、東は三野町清水、西は三野町勢力、南は吉野川を境として三加茂町、北は讃岐山脈の山頂部で香川県まんのう町（旧琴南町）に接する。滝谷・大谷川が押し出した大扇状地と吉野川沖積地からなる。徳島県道12号鳴門池田線が南部を走っており、さらに南には旧県道が通っている。
鳴門池田線周辺は農地が多かったが、近年、道路沿いに店舗などが建ち始めている。扇端部分に大部分の集落があり、東西に町道が走っている。
滝谷川改修工事に際し、弥生時代の住居址や土器が出土しており、町の江戸時代までの中心地であったと考えられる。また江戸期に滝寺・滝奥を越えて讃岐に抜ける本道があり、鴨宮御番所もあった。扇状地と沖積地を利用した農業が中心で、養蚕と米麦作、またハッサク栽培が行われている。

### 河川
- 大滝川
- 大谷川

### 小字
- 里西
- 里東
- 滝奥
- 西王地
- 東王地
- 宮ノ本

## 歴史

### 地名の由来
地名の由来は、往昔京都の上賀茂神社・下鴨神社両社を三好郡に分祠した際、当地に下加茂神社を歓請したことによる。

## 世帯数と人口
2021年（令和3年）11月30日現在の世帯数と人口は以下の通りである。
| 町丁           | 世帯数  | 人口  |
| -------------- | ------- | ----- |
| 三野町加茂野宮 | 327世帯 | 695人 |

## 小・中学校の学区
市立小・中学校に通う場合、学区は以下の通りとなる。
| 番地 | 小学校             | 中学校             |
| ---- | ------------------ | ------------------ |
| 全域 | 三好市立王地小学校 | 三好市立三野中学校 |

## 施設
- 三好市立王地小学校
- 滝寺（新四国曼陀羅霊場・阿波西国三十三観音霊場）
- 下加茂神社
- 龍頭の滝・金剛の滝（とくしま88景・とくしま水紀行50選選定）

## 交通

### 道路
都道府県道
- 徳島県道12号鳴門池田線